# جیم هولت
جیم هولت (زاده ۱۹۵۴) نویسنده مقالات علمی عامه‌پسند و روزنامه‌نگار آمریکایی است.
در رسانه‌های نوشتاری او سابقه همکاری با نیویورک تایمز، مجله نیویورک تایمز و نیویورکر را داشته‌است. وی در سال ۱۹۹۷ سردبیر مجله سیاسی رهبر جدید بود. کتاب وی با عنوان چرا جهان وجود دارد؟ پرفروش‌ترین کتاب نیویورک تایمز در سال ۲۰۱۳ شناخته شد.
هولت به مدت ده سال میزبان یک برنامه رادیویی هفتگی در بی‌بی‌سی ولز به نام زندگی در آمریکا، با جیم هولت بود. وی سابقه کار در ان‌بی‌سی نیوز و سی‌ان‌ان را نیز در کارنامه دارد.